# Mitryaevaïta
La mitryaevaïta és un mineral de la classe dels fosfats. Rep el nom en honor de Nonna Mikhailovna Mitryaeva (1920-), en reconeixement de les seves contribucions a la mineralogia del Kazakhstan.

## Característiques
La mitryaevaïta és un fosfat de fórmula química Al₅(PO₄)₂(P,S)O₃(OH,O)]₂F₂(OH)₂·14,5H₂O. Va ser aprovada com a espècie vàlida per l'Associació Mineralògica Internacional l'any 1991. Cristal·litza en el sistema triclínic. És un mineral químicament relacionat amb la sanjuanita i l'arangasita.
Segons la classificació de Nickel-Strunz, la mitryaevaïta pertany a «08.DB: Fosfats, etc. només amb cations de mida mitjana, (OH, etc.):RO4 < 1:1» juntament amb els següents minerals: diadoquita, pitticita, destinezita, vashegyita, schoonerita, sinkankasita, sanjuanita, sarmientita, bukovskyita, zýkaïta, giniïta, sasaïta, mcauslanita, goldquarryita, birchita i braithwaiteïta.

## Formació i jaciments
Va ser descrita gràcies als exemplars trobats en dos indrets diferents del Kazakhstan: els monts Djabagly, a la serralada Talas Alatau, dins la província de Jàmbil; i a les muntanyes Karatau, a la província del Kazakhstan Meridional. No ha estat descrita en cap altre indret a tot el planeta.